# Jim Lea (Leichtathlet)
Jim Lea (eigentlich James Gilbert Lea, Jr.; * 6. November 1932 in Little Rock; † 27. März 2010 in San José, Kalifornien) war ein US-amerikanischer Sprinter, der sich auf den 400-Meter-Lauf spezialisiert hatte.
1955 gewann er bei den Panamerikanischen Spielen in Mexiko-Stadt Silber über 400 m und Gold in der 4-mal-400-Meter-Staffel.
Bei den Olympischen Spielen 1956 in Melbourne erreichte er im Einzelbewerb das Viertelfinale.
1954 wurde er US-Meister über 440 Yards. 1953 und 1954 holte er für die University of Southern California startend über dieselbe Distanz den NCAA-Titel.

## Persönliche Bestzeiten
- 100 m: 10,6 s, 24. Juni 1954, Kopenhagen
- 220 Yards: 20,6 s, 17. März 1956, Bakersfield (entspricht 21,0 s über 200 m)
- 440 Yards: 45,8 s, 26. Mai 1956, Modesto (entspricht 45,5 s über 400 m)